# Eremitas de San Juan Bautista
La Orden de Eremitas de San Juan Bautista (en latín: Ordo Eremitarum a S. Ioannes Baptista) es una orden religiosa católica de clausura monástica, fundada en 1730, en Moneglia, por la religiosa italiana Juana Bautista Solimani. A las religiosas de este instituto se les conoce como batistinas.

## Historia

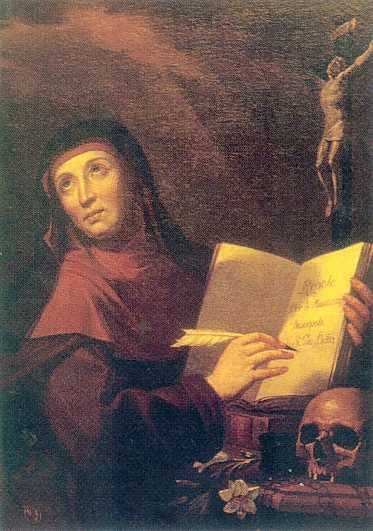
Juana Bautista Solimani (1688-1758), fundadora de la Orden, es considerada sierva de Dios por la Iglesia católica.

Juana Bautista Solimani, a los 31 años de edad, tuvo, según sus biógrafos, la inspiración de fundar una nueva orden monástica. Según estos, se le apareció la Virgen María con el Niño Jesús y san Juan el Bautista invitándole a formar una familia religiosa dedicada a este último. Luego de algunas dificultades, en 1730, Solimani consigue el apoyo del sacerdote Domenico Francesco Olivieri, se estableció en Moneglia con algunas compañeras y empezaron a vivir en clausura y de limosnas. En 1736 el monasterio se transfirió a Génova, por mandato del arzobispo y del dux.
El monasterio recibió la aprobación del arzobispo de Génova, el dominico Nicolò Maria de' Franchi, en 1730. En enero de 1744 recibió la aprobación pontificia mediante decretum laudis del papa Benedicto XIV. El 20 de abril de 1746 se trasladaron de nuevo a otra propiedad, en la misma ciudad, y allí recibieron el hábito de manos del arzobispo Giuseppe Maria Saporiti.

## Organización
Las Eremitas de San Juan Bautista forman una orden religiosa de vida contemplativa, de monasterios autónomos y de clausura papal, de derecho pontificio. Cada monasterio es gobernado por una priora, elegida en capítulo. La Orden constituye la rama original y contemplativa de la familia batistina.
Las batistinas se dedican a la contemplación y al trabajo manual y usan un hábito compuesto por una túnica de color canela, ceñido con un cordón, escapulario y capa del mismo color y velo negro. En 2017 la Orden contaba con unas 13 monjas y 2 monasterios, Génova y Trivero, ambos en Italia.